# Tourtelette émeraudine
Turtur chalcospilos
Espèce
Statut de conservation UICN

 LC  : Préoccupation mineure
La Tourtelette émeraudine (Turtur chalcospilos) ou Colombe émeraudine, est une espèce d'oiseaux appartenant à la famille des Columbidae.

## Description

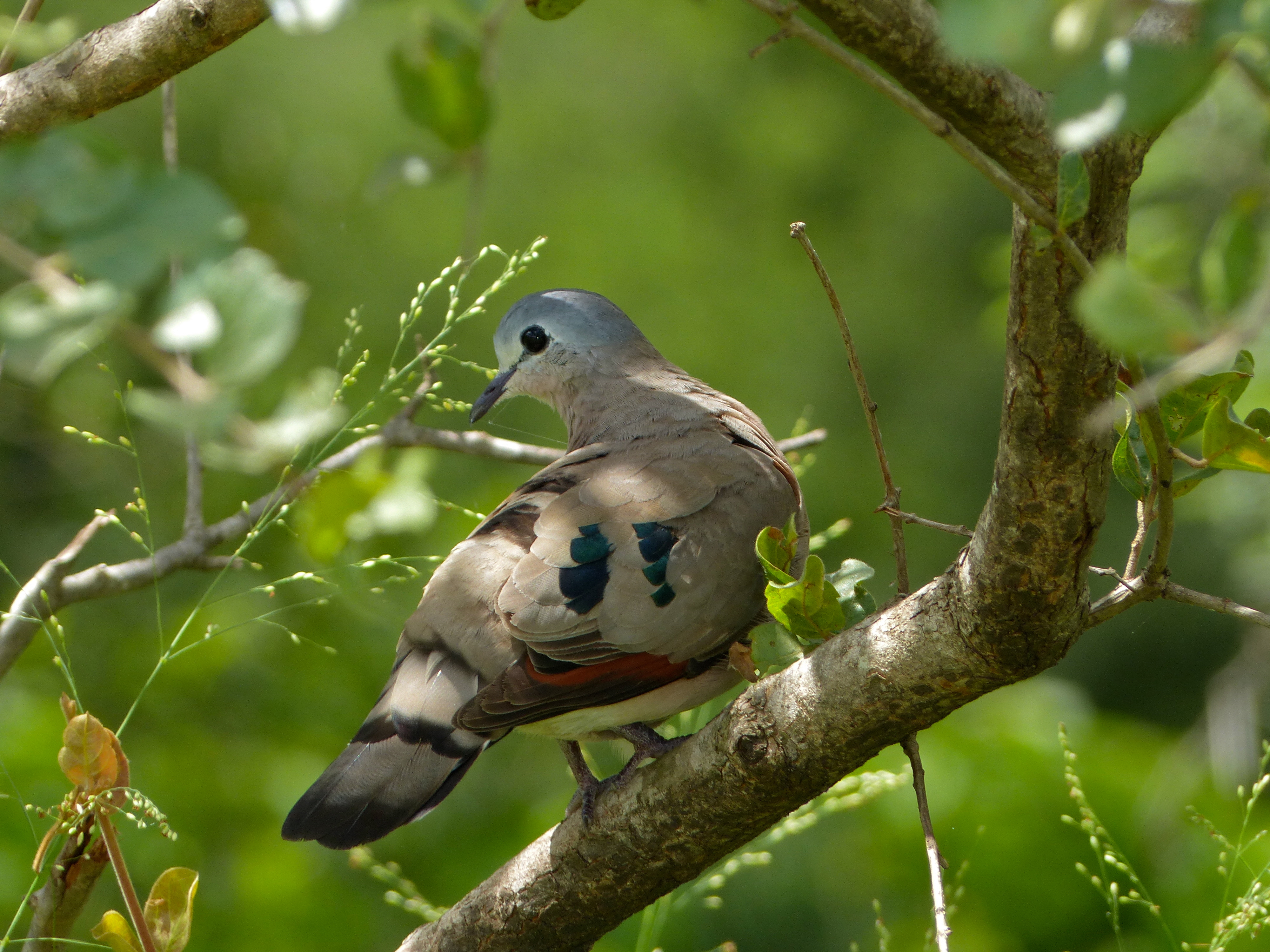
Turtur chalcospilos
(parc national Kruger, Afrique du sud)

Cet oiseau arbore sur chaque aile deux rangées de quatre spots vert émeraude d'où est tiré son nom spécifique. Il ne présente pas de trait de larme entre le bec et les yeux.
Il mesure 20 cm pour une masse de 50 à 71 g.

## Répartition
Cet oiseau peuple essentiellement l'Afrique orientale de la Somalie à l'est de l'Afrique du Sud avec cependant une avancée jusqu'en Angola.